# 生物物理学

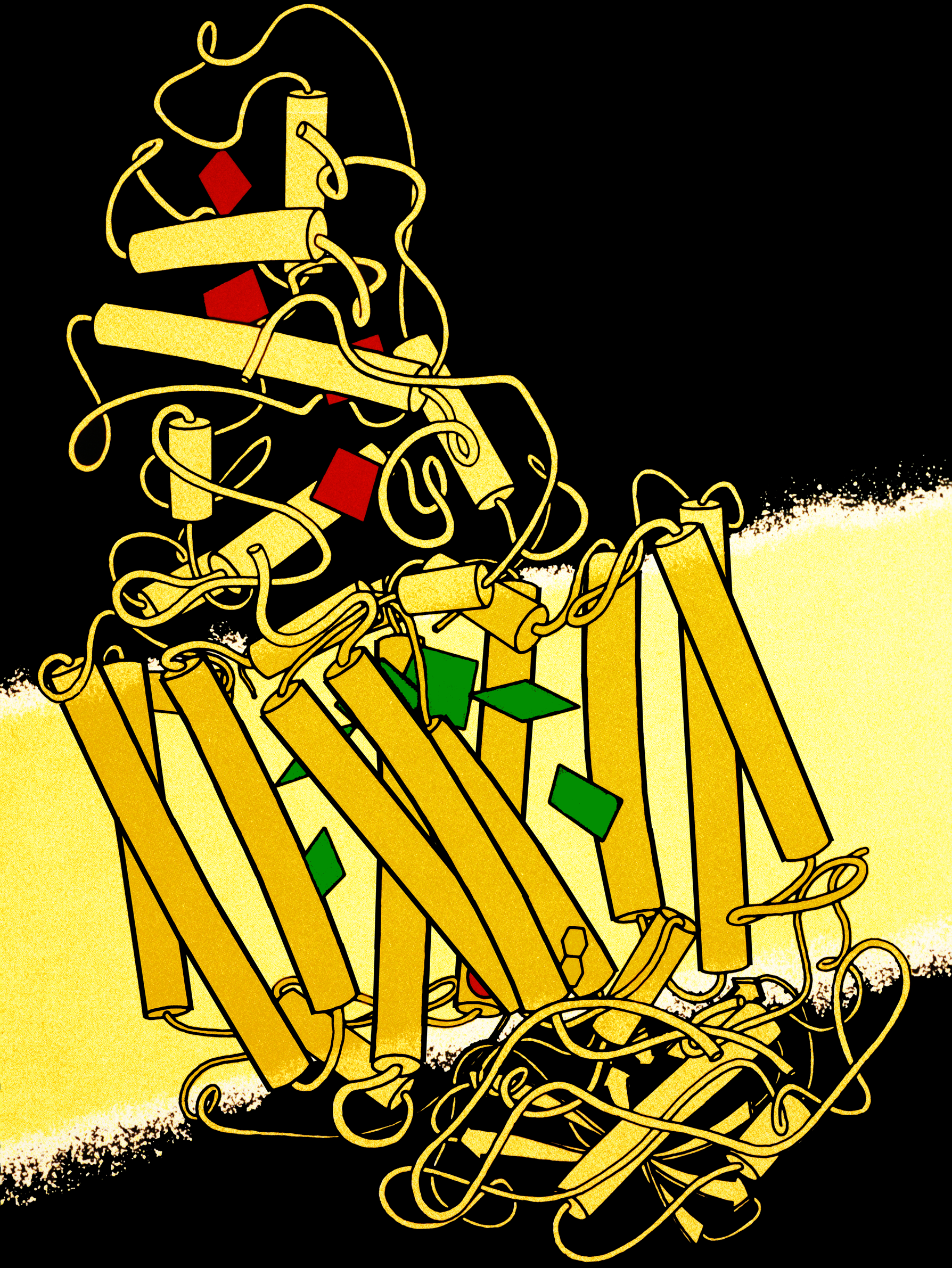
光合作用反应中心。

生物物理学（英語：Biophysics）是生物学和物理学的交叉学科，研究生物的物理特性。生物物理涵盖各级生物组织，从分子尺度到整个生物体和生态系统。它的研究范围有时会与生理学、生物化学、纳米技术、生物工程、农业物理学、细胞生物学和系统生物学有显著的重叠。它被认为是生物学和物理学之间的桥梁。物理学和生物学在两方面有联系：一方面，生物为物理提供了具有物理性质的生物系统，另一方面，物理为生物提供了解决问题的工具。

## 內容
生物物理学包括：
- 生物学和分子生物学 - 几乎所有形式的生物物理学的工作，包括在一些生物系的地方。包括有：基因表达调控，单一的蛋白质动力学（英语：Protein dynamics），生物能学（英语：Bioenergetics），膜片钳，生物力学。
- 结构生物学 - 蛋白质，核酸，脂质，碳水化合物，以及它们的复合体在埃分辨率下的结构。
- 光谱、成像
- 生物物理技术
- 膜生物物理学
- 细胞生物物理学
- 细胞信号传导和受体
- 电生理学
- 神经生物物理学
- 生物力学和生物流变学
- 理论生物物理学
- 生物信息学
- 系统生物学
- 学习和认知